# Władysław Raginis

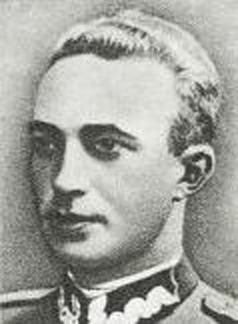
Wladyslaw Raginis

Wladyslaw Raginis, född 27 juni 1908 i Daugavpils, nu Lettland, död 10 september 1939, var kapten vid polska gränsskyddstrupperna, heroisk befälhavare under slaget vid Wizna. 

## Liv
Efter avslutat gymnasium i Vilnius 1927, gick han med Infanteri-Kadettskolan i Komorowie nära Ostrow Mazowiecka. Efter examen fortsatte han militärutbildningen vid Infanteriofficersskolan, till löjtnants grad. Därefter tjänstgjorde han i 76:e Infanteriregementet i Grodno, som plutonbefälhavare. I mitten av 30-talet var han lärare, lektor vid Handelshögskolans Kadett Division, där han utexaminerades.

### Under slaget vid Wizna
I början av andra världskriget attackerade Tyskland Polen. Under slaget vid Wizna lyckades Raginis med sina 720 underställda soldater hålla stånd mot 42 200 anfallande tyska soldater. I fyra dagar hade polackerna kraft, mod och styrka att stå upp mot fienden i detta slag som jämförts med antikens Thermopyle. På en plakett på platsen för slaget står: Du som passerar, säg Fosterlandet, som vi kämpade för till slutet, fullgör sin plikt..

## Populärkultur
- Dokumentärfilm Fre "Fidelity" (1969) film, skriven och regisserad av Gregory Królikiewicz

- "Dzwony znad Wizny" - "klockor ovanför Wizna "(1969) domkumentärfilm av Francis Burdzego;

- Lokala scouter och Zuchowych ZHP i Bialystok, som 1969 valde maskot, valde Raginis.

- Låten "40:1" (Forty to one) handlar om Raginis - upphovsmännen i det svenska metalbandet Sabaton lät innan sin konsert i Polen den 23 oktober 2008, besökta Wizna, för att hedra de soldater som stupat där.